# 백인일수
백인일수(일본어: 百人一首)는 중세 일본에서 100명의 시인들의 와카를 한 사람에 한 수씩 집대성한 와카 시집이다. 일반적으로 후지와라노 사다이에가 우쓰노미야 요리쓰나의 의뢰로 오구라에 있는 산장을 장식하기 위해 고른 오구라 백인일수(일본어: 小倉百人一首)를 가리킨다.

## 백인일수의 시인들

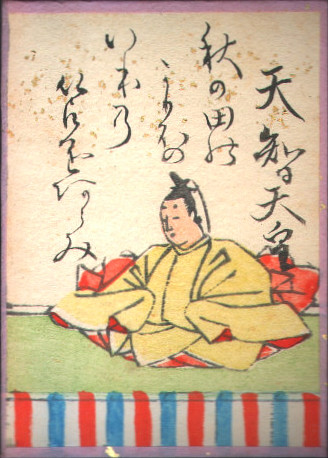
01. 덴지 천황
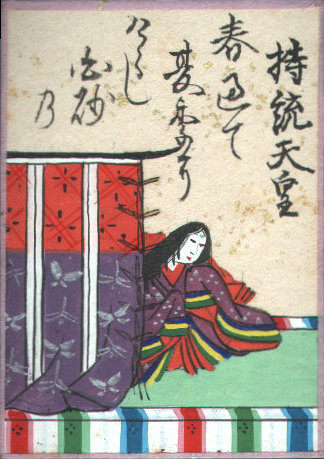
02. 지토 천황
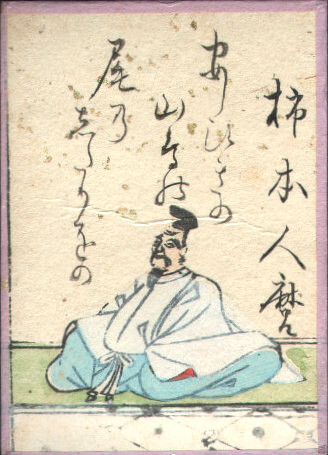
03. 가키노모토노 히토마로
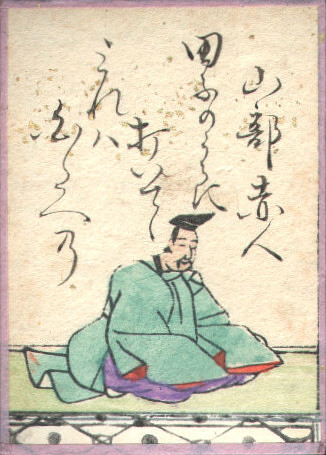
04. 야마베노 아카히토
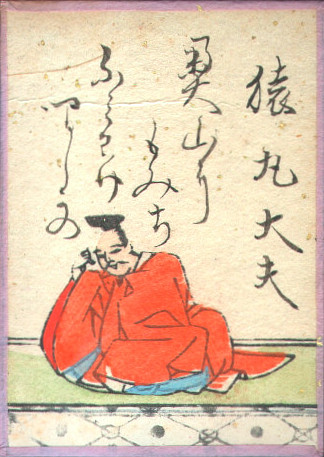
05. 사루마루노 다이후
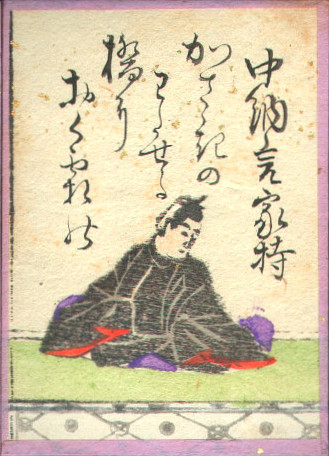
06. 오토모노 야카모치
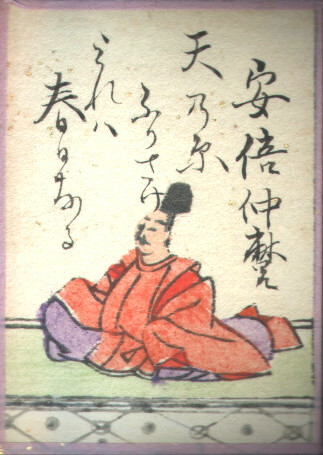
07. 아베노 나카마로
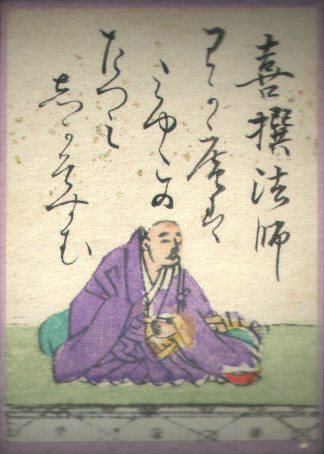
08. 기센 법사
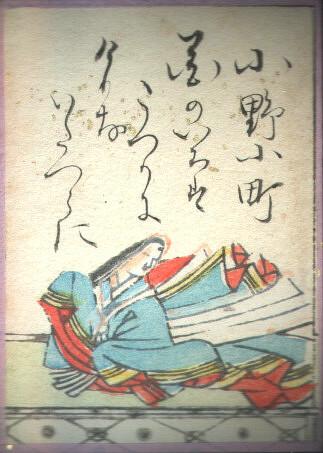
09. 오노노 고마치
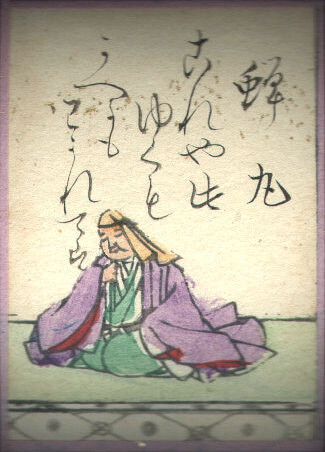
10. 세미마루
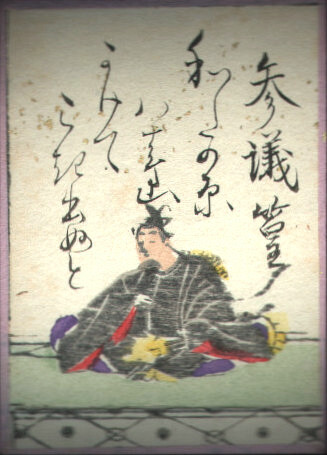
11. 오노노 다카무라
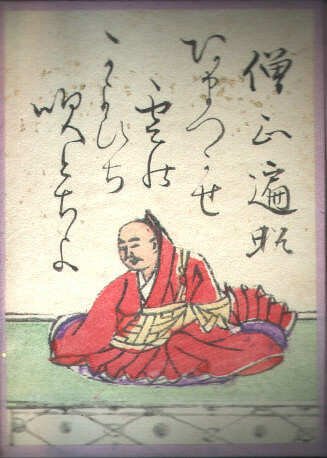
12. 승정 헨조
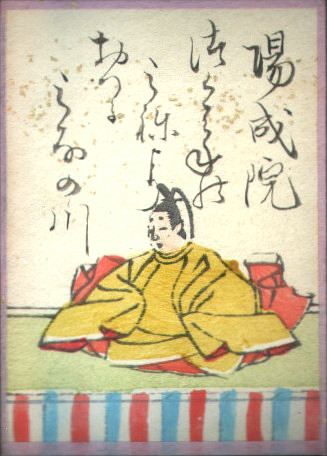
13. 요제이 천황
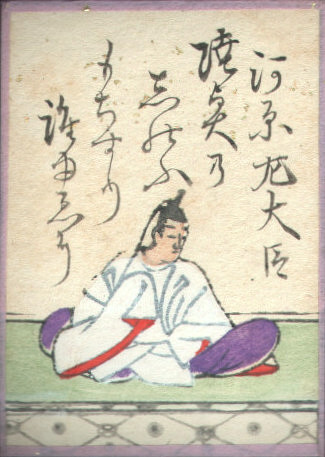
14. 미나모토노 도오루
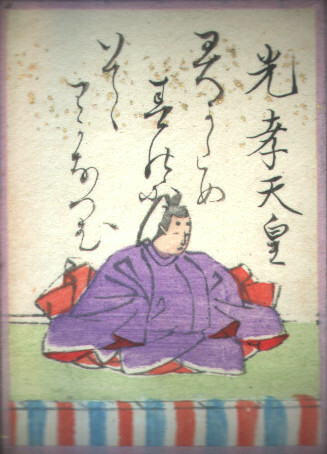
15. 고코 천황
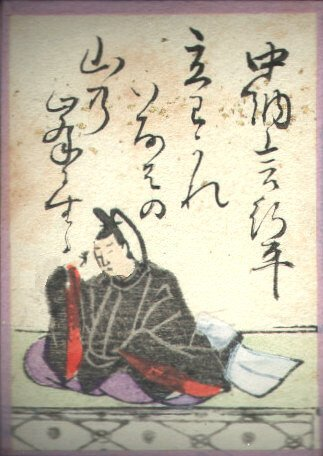
16. 아리와라노 유키히라
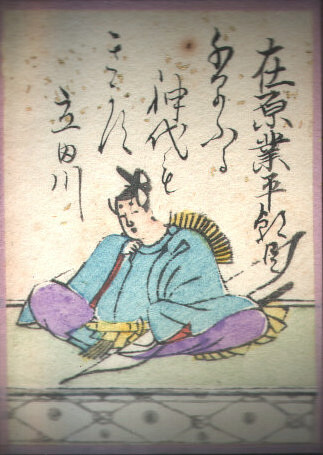
17. 아리와라노 나리히라
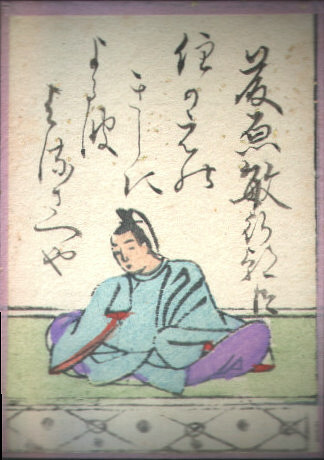
18. 후지와라노 도시유키
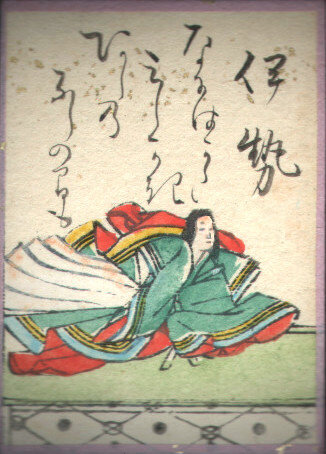
19. 이세
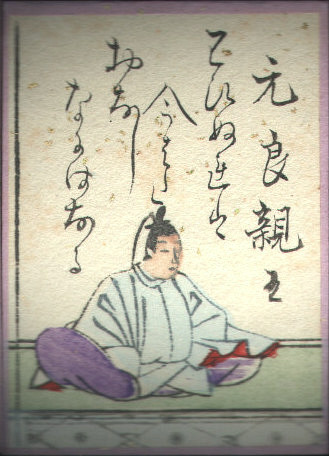
20. 모토요시 친왕
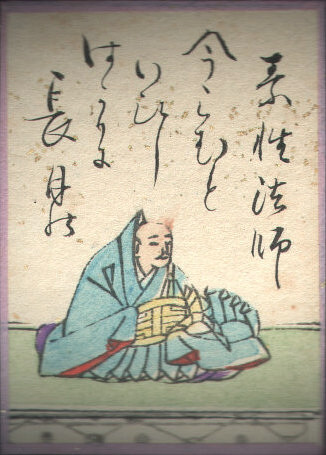
21. 소세이 법사
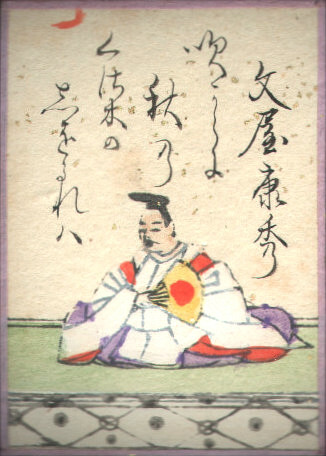
22. 훈야노 야스히데
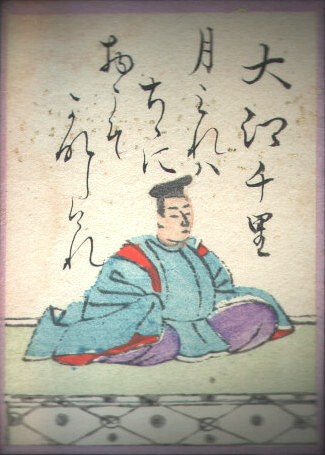
23. 오에노 치사토
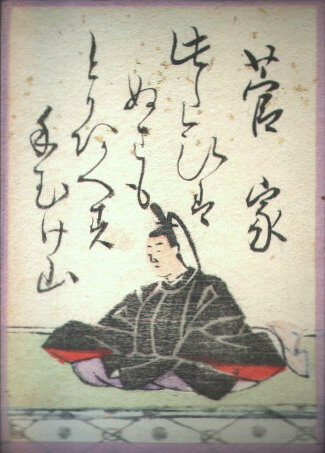
24. 스가와라노 미치자네
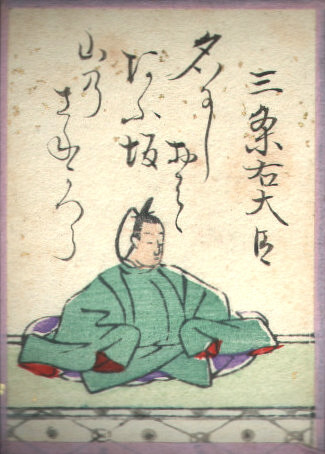
25. 후지와라노 사다카타
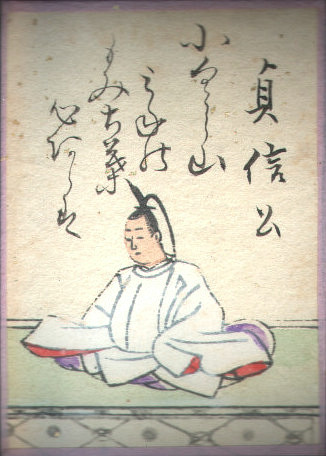
26. 후지와라노 다다히라
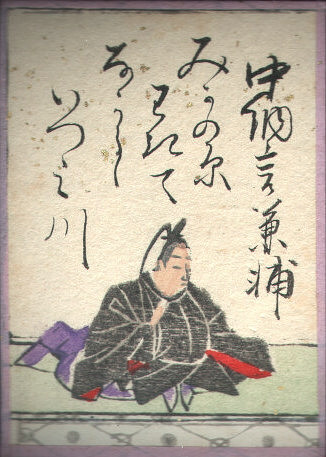
27. 후지와라노 가네스케
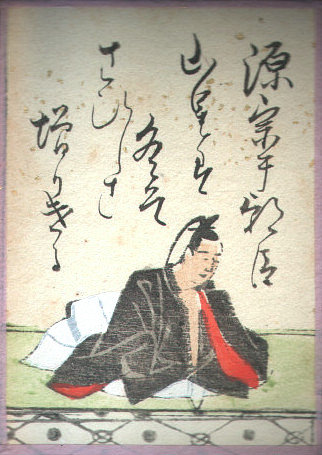
28. 미나모토노 무네유키
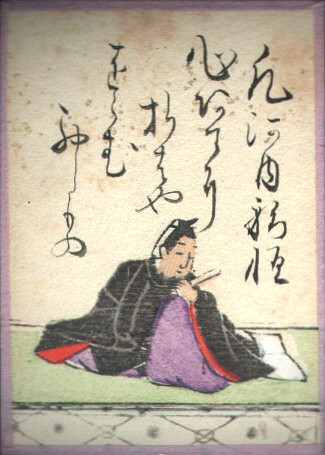
29. 오시코치노 미쓰네
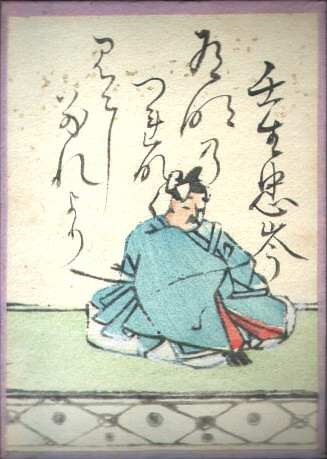
30. 미부노 다다미네
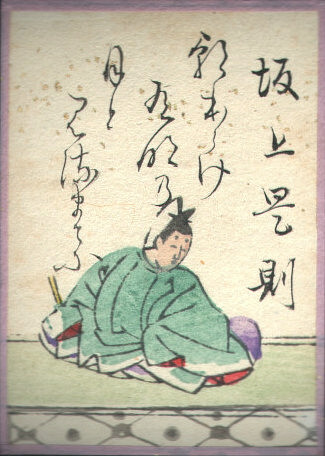
31. 사카노우에노 고레노리
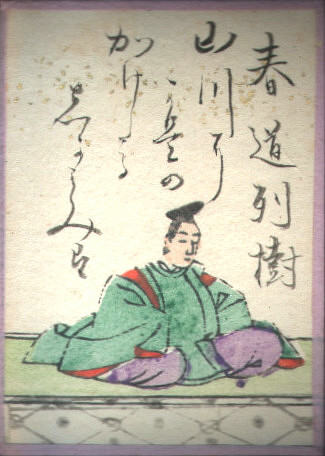
32. 하루미치노 쓰라키
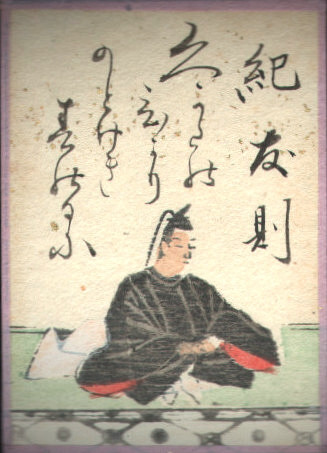
33. 기노 도모노리
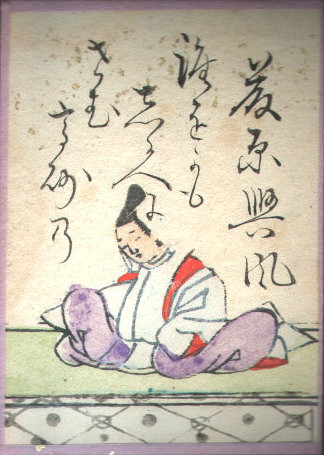
34. 후지와라노 오키카제
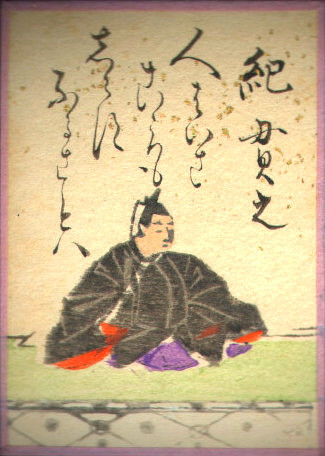
35. 기노 쓰라유키
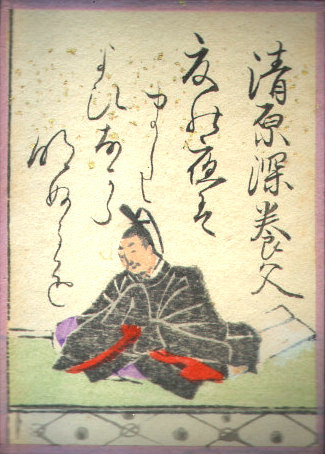
36. 기요하라노 후카야부
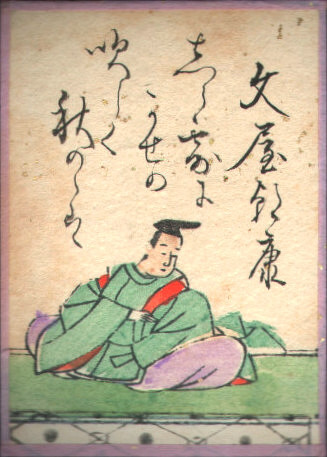
37. 훈야노 아사야스
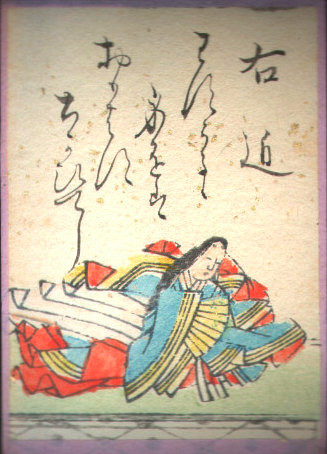
38. 우콘
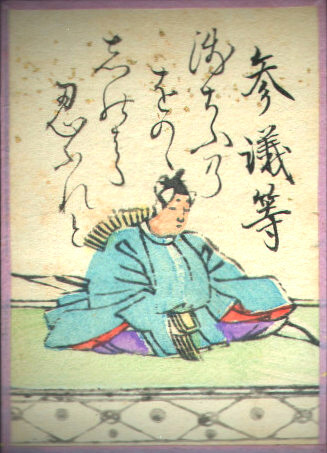
39. 미나모토노 히토시
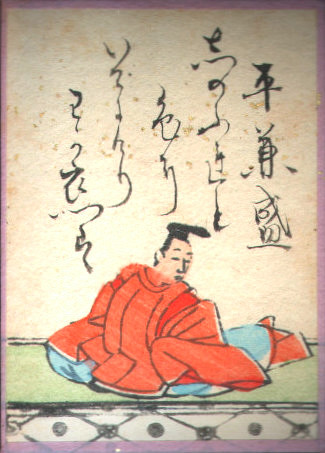
40. 다이라노 가네모리
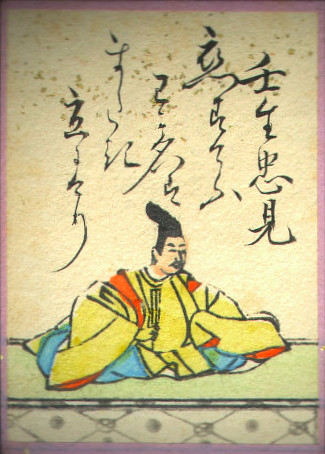
41. 미부노 다다미
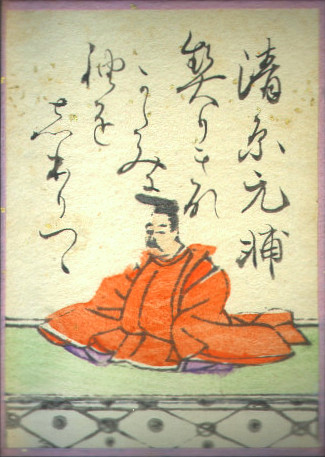
42. 기요하라노 모토스케
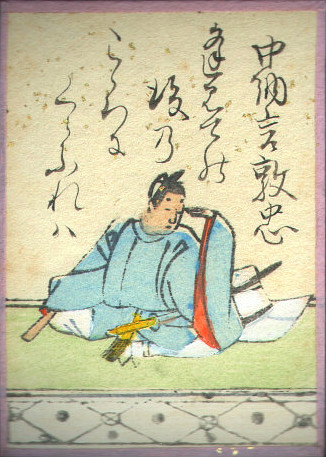
43. 후지와라노 아쓰타다
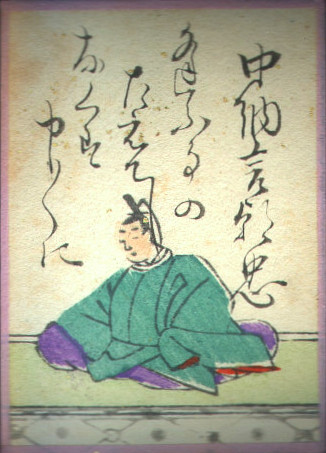
44. 후지와라노 아사타다
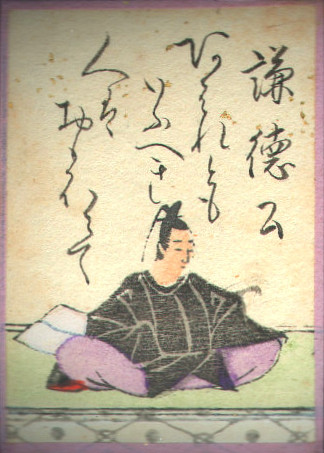
45. 후지와라노 고레타다
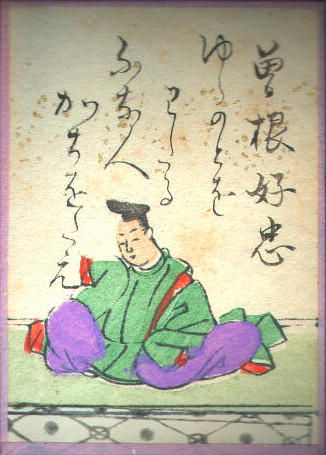
46. 소네노 요시타다
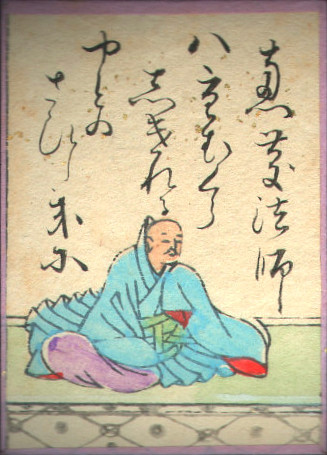
47. 에교 법사
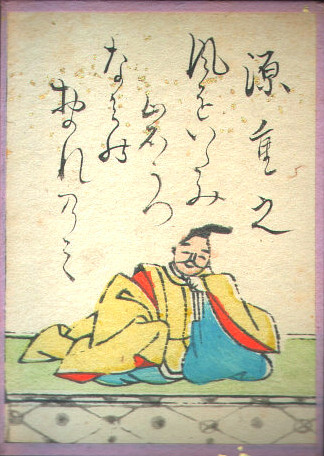
48. 미나모토노 시게유키
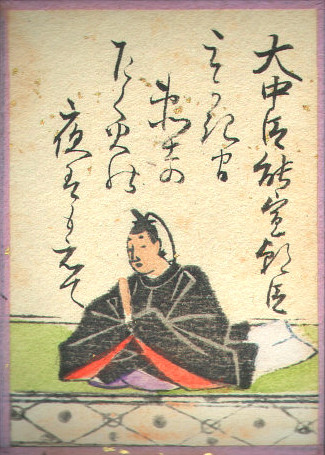
49. 오나카토미노 요시노부
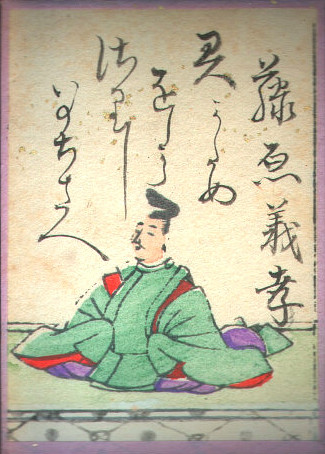
50. 후지와라노 요시타카
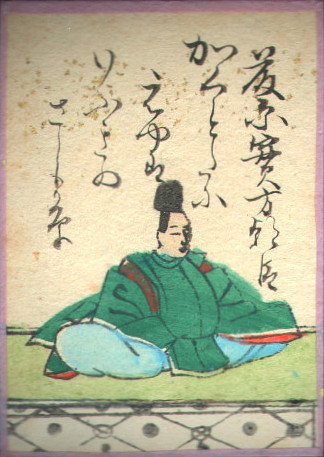
51. 후지와라노 사네카타
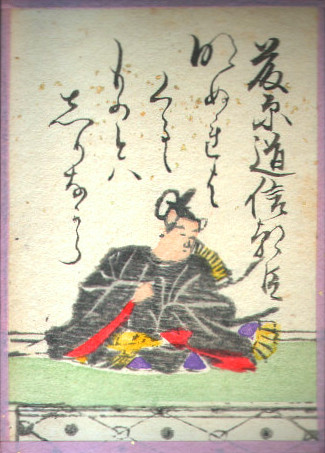
52. 후지와라노 미치노부
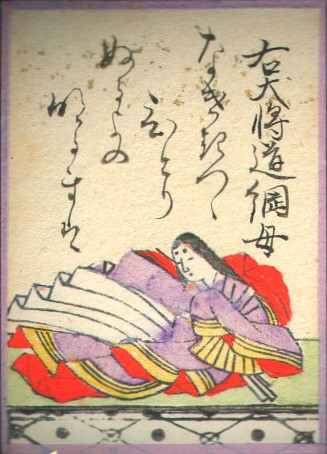
53. 후지와라노 미치쓰나의 어머니
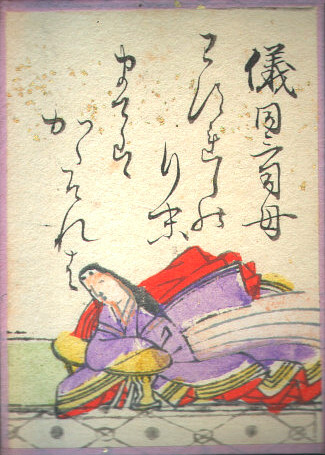
54. 다카시나노 기시
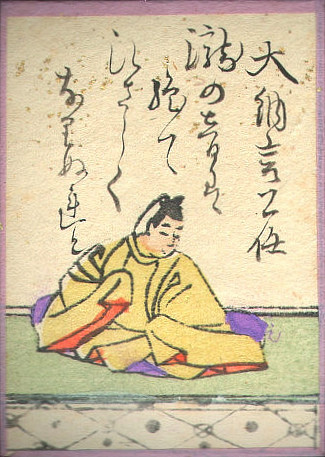
55. 후지와라노 긴토
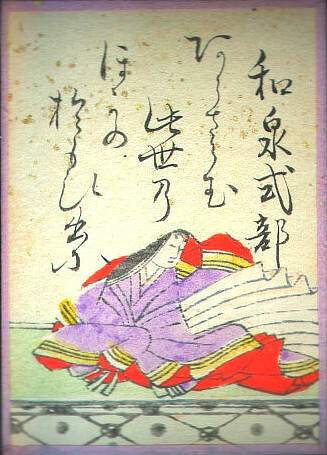
56. 이즈미 시키부
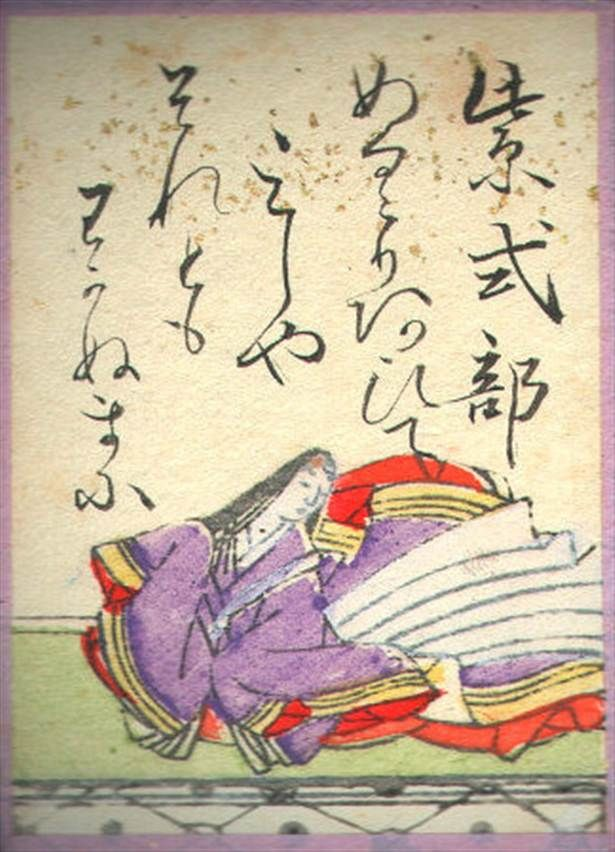
57. 무라사키 시키부
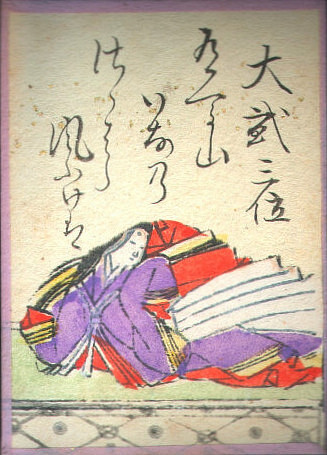
58. 다이니노 산미
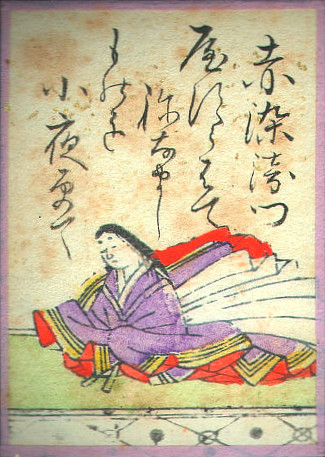
59. 아카조메에몬
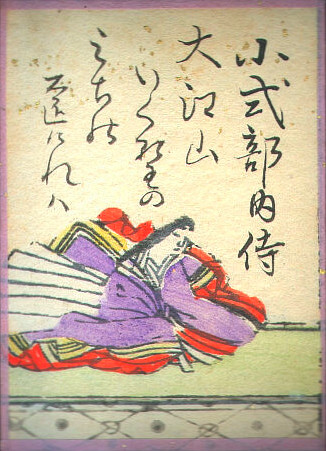
60. 고시키부노 나이시
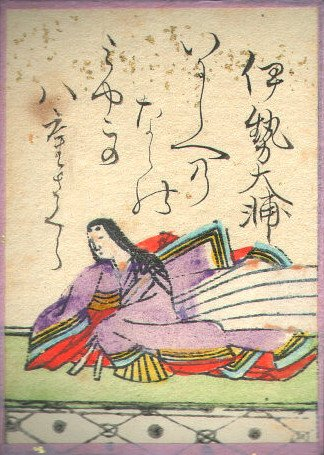
61. 이세노 다이후
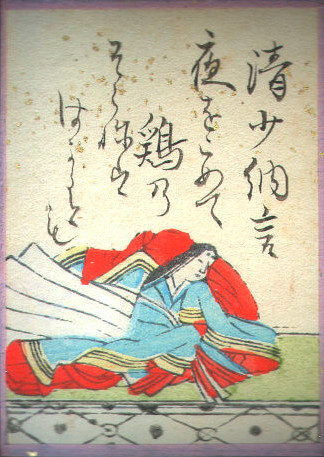
62. 세이 쇼나곤
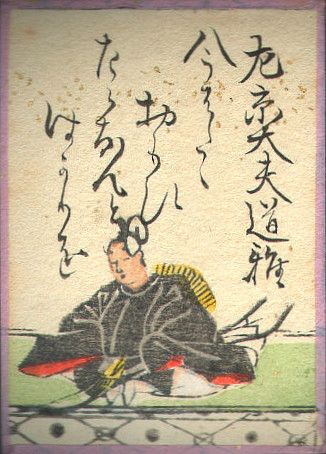
63. 후지와라노 미치마사
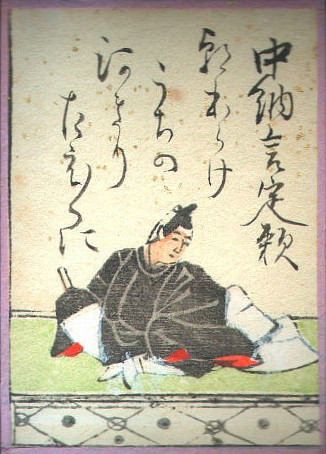
64. 후지와라노 사다요리
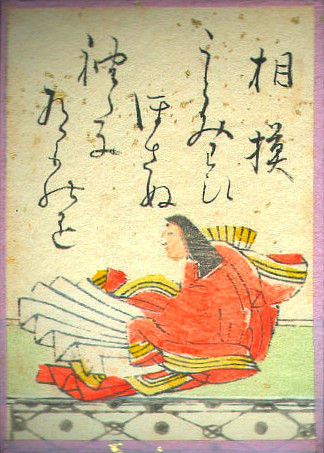
65. 사가미
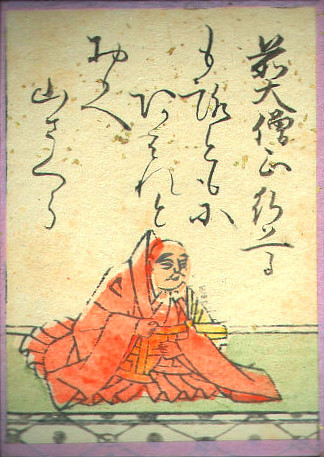
66. 승정 교손
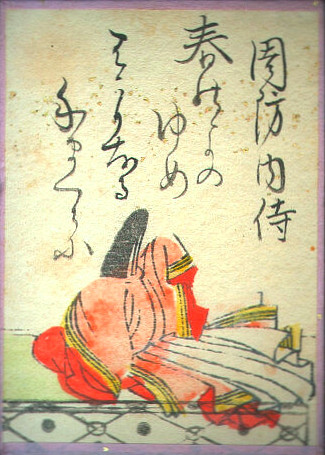
67. 스오노 나이시
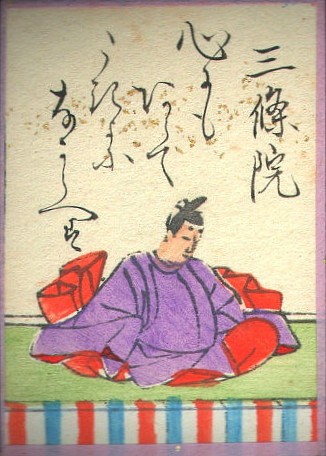
68. 산조 천황
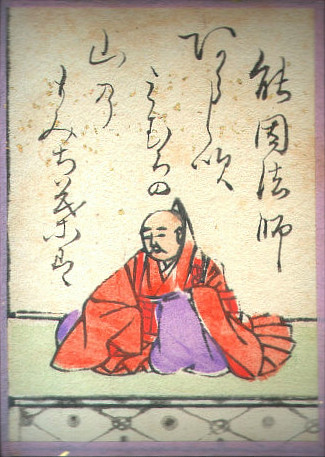
69. 노인 법사
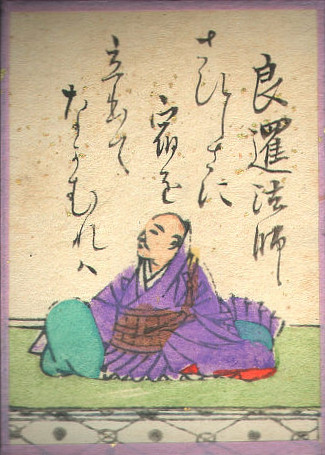
70. 료젠 법사
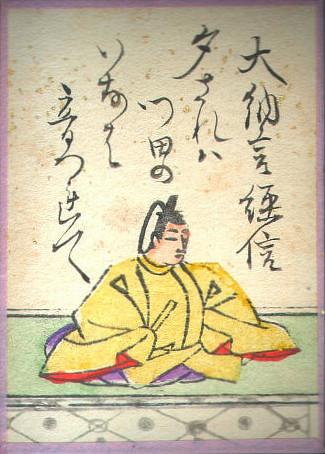
71. 미나모토노 쓰네노부
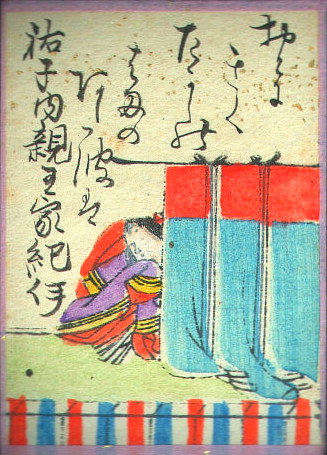
72. 유시 내친왕가의 기이
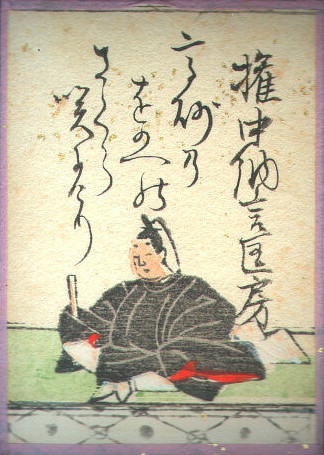
73. 오에노 마사후사
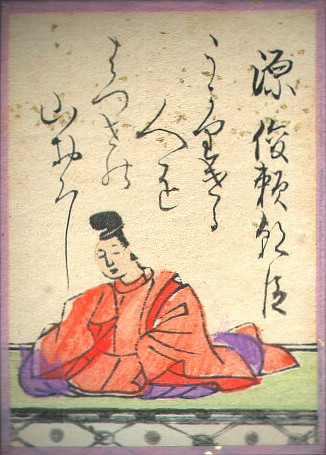
74. 미나모토노 도시요리
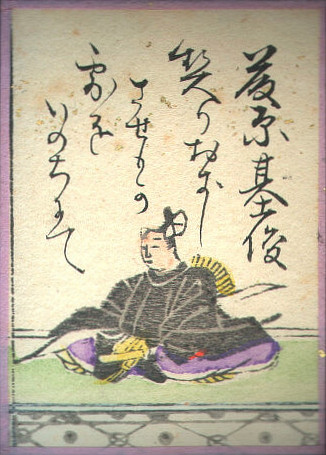
75. 후지와라노 모토토시
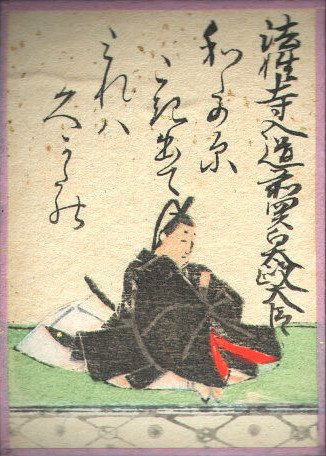
76. 후지와라노 다다미치
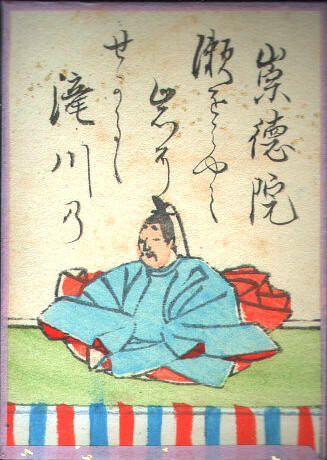
77. 스토쿠 천황
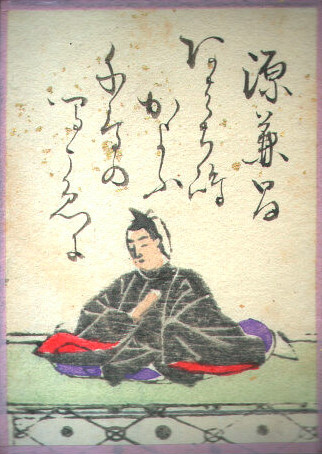
78. 미나모토노 가네마사
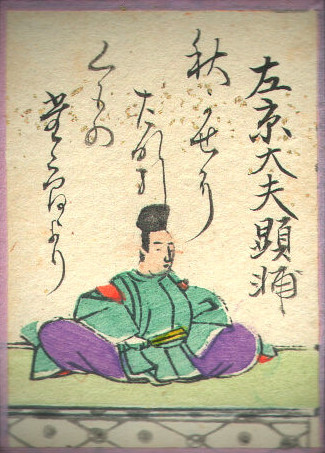
79. 후지와라노 아키스케
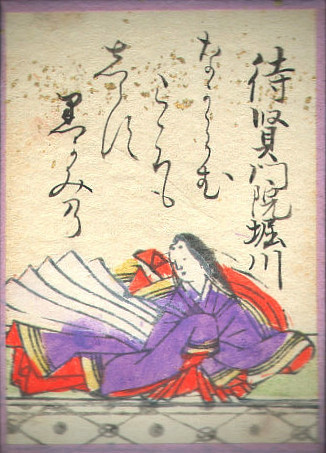
80. 다이켄몬인노 호리카와
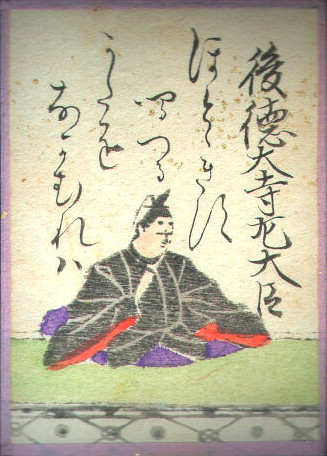
81. 도쿠다이지 사네사다
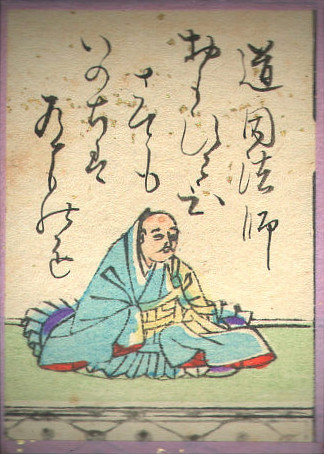
82. 후지와라노 아쓰요리
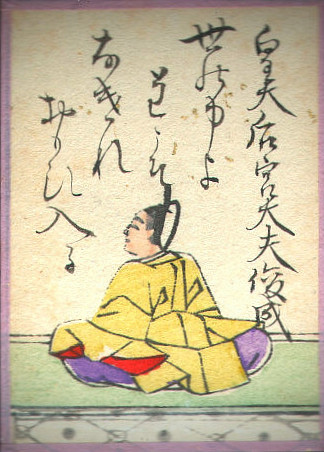
83. 후지와라노 도시나리
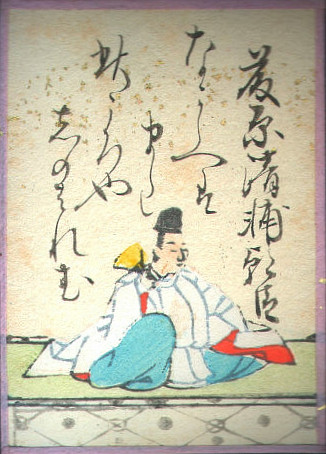
84. 후지와라노 기요스케
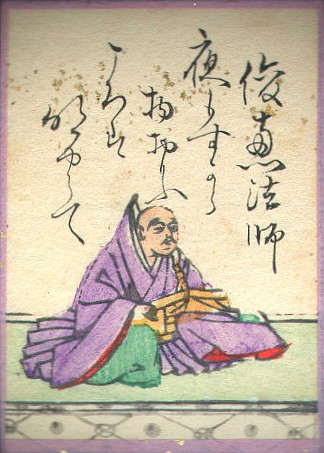
85. 슌에 법사
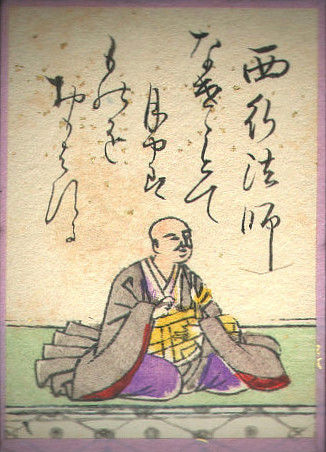
86. 사이교 법사
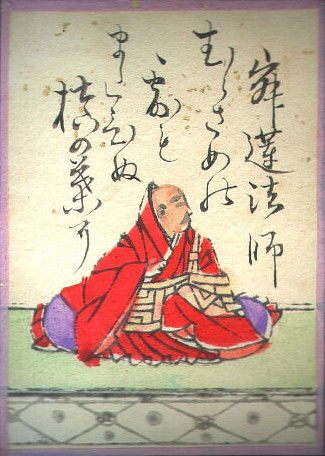
87. 자쿠렌 법사
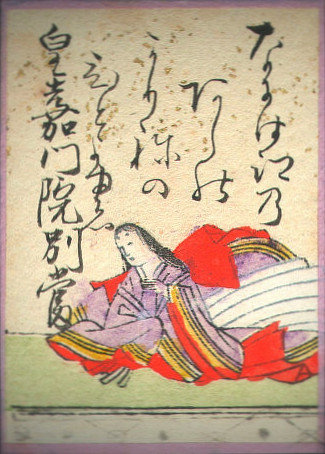
88. 고카몬인노 벳토
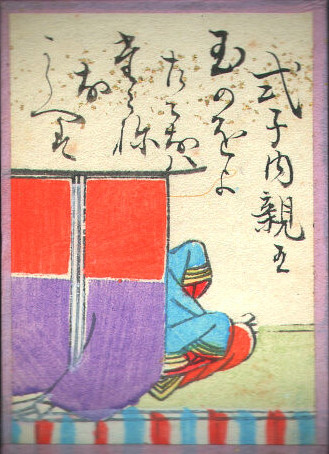
89. 쇼쿠시 내친왕
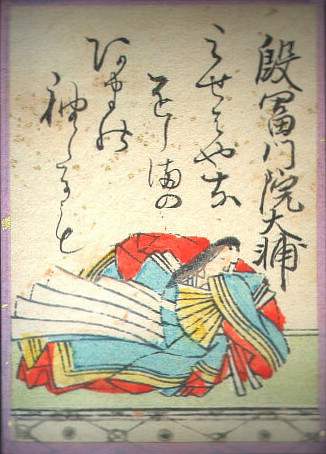
90. 인부몬인노 다이후
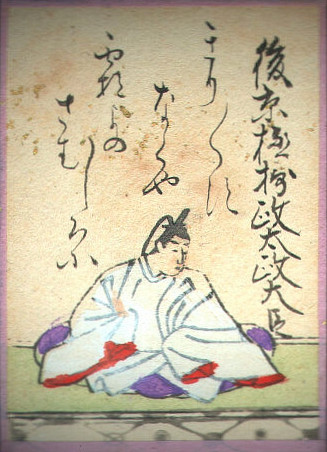
91. 구조 요시쓰네
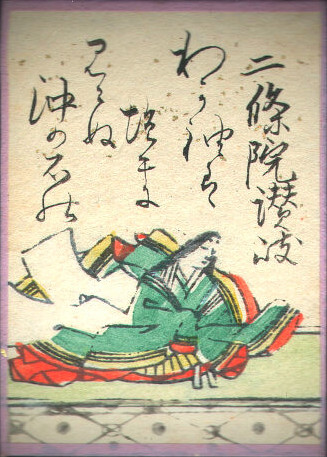
92. 니조인노 사누키
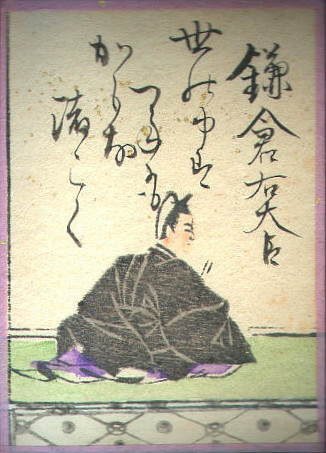
93. 미나모토노 사네토모
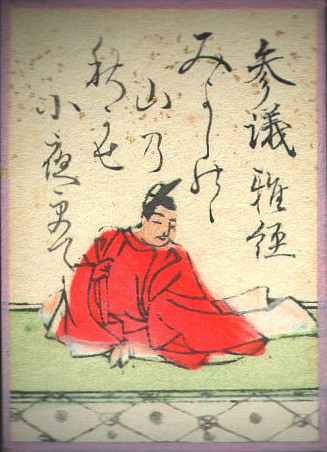
94. 아스카이 마사쓰네
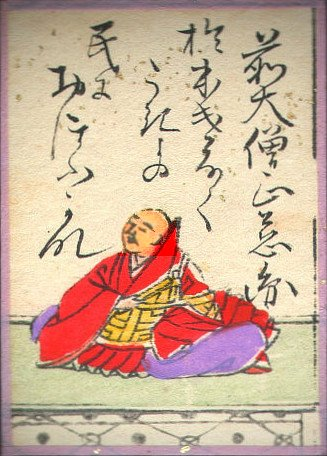
95. 승정 지엔
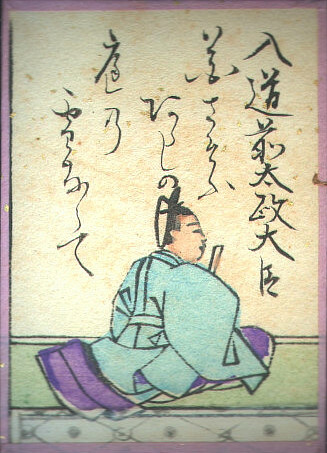
96. 사이온지 긴쓰네
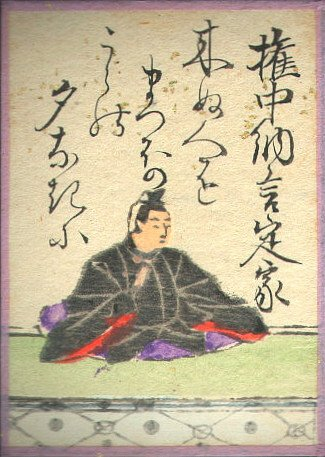
97. 후지와라노 사다이에
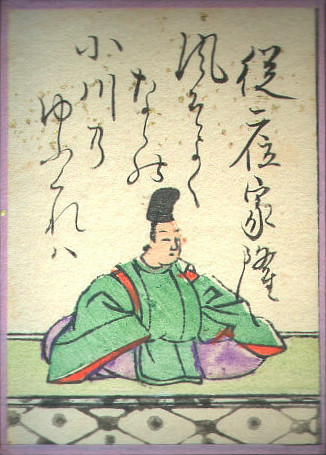
98. 후지와라노 이에타카
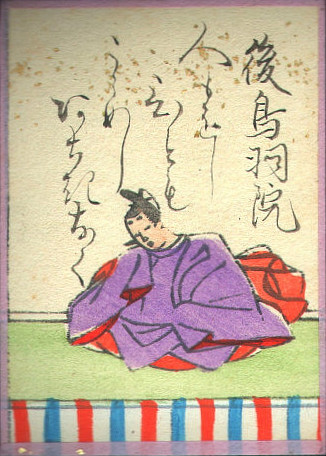
99. 고토바 천황
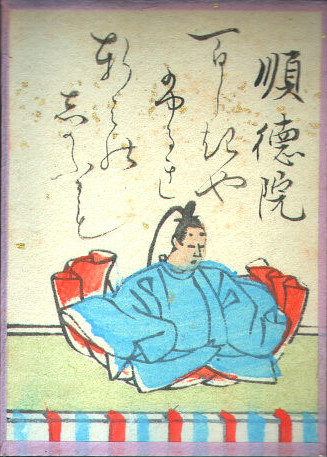
100. 준토쿠 천황

## 대중 문화
- 치하야후루
- 초역 백인일수 우타코이
- 명탐정 코난: 진홍의 연가